# Beflaggung öffentlicher Gebäude in Österreich

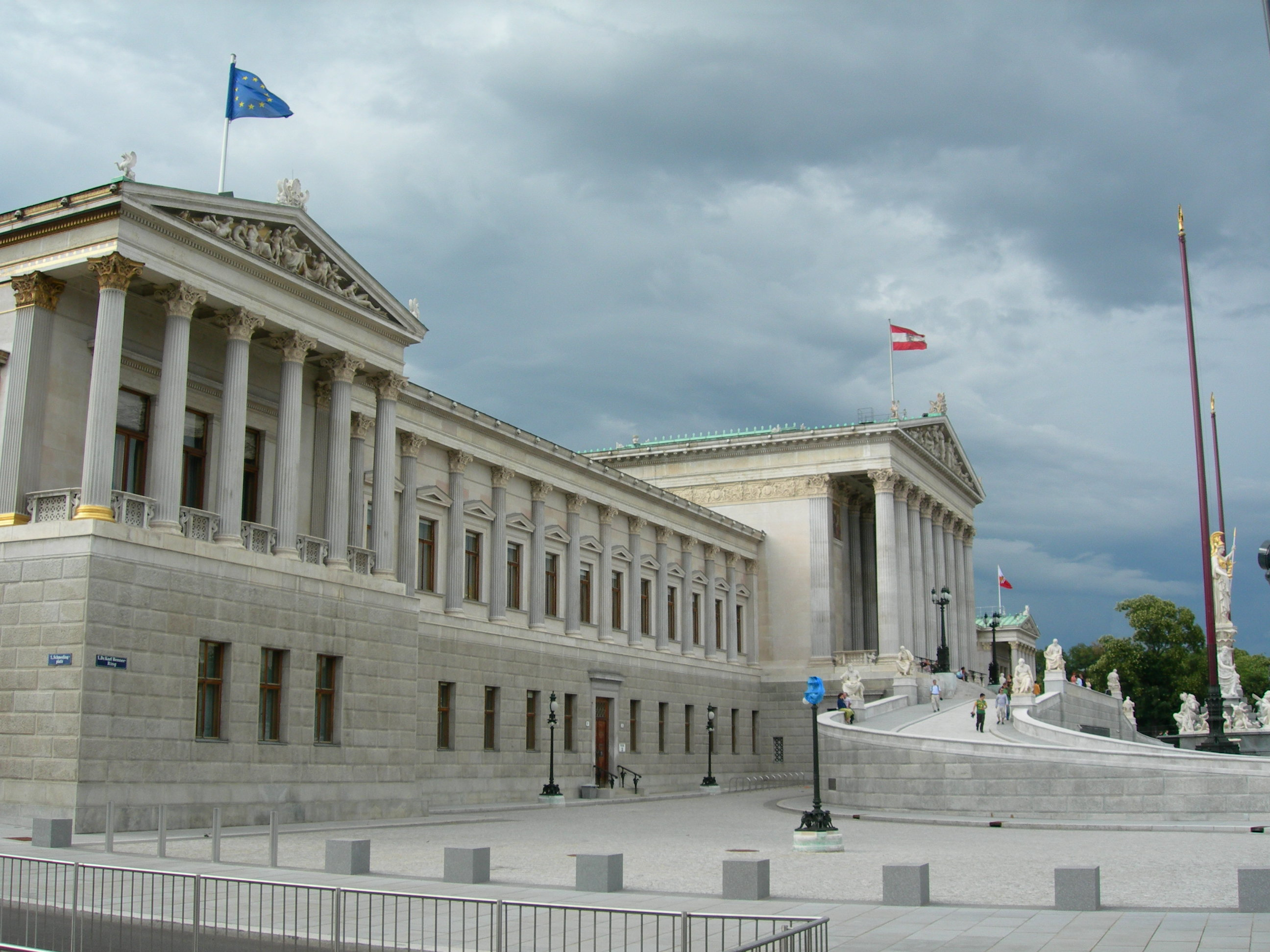
Beflaggung des Parlaments mit Europaflagge, Dienstflagge des Bundes und Flagge des Bundeslands Oberösterreich (Vorsitz im Bundesrat zu dieser Zeit)

In der Republik Österreich existieren keinerlei gesetzliche Pflichten zur Beflaggung von Gebäuden. Es steht jedermann frei, sein Haus bzw. seine Betriebsstätte auch permanent mit der Nationalflagge und/oder der Landesflagge zu beflaggen.
Die Beflaggung (Dauerbeflaggung, Festbeflaggung und Trauerbeflaggung) von Dienstgebäuden des Bundes wird im Allgemeinen über Beschlüsse und im Anlassfall über Erlässe geregelt.
Das österreichische Wappengesetz ist bewusst liberal gehalten, um der Bevölkerung die Verwendung der eigenen Flagge weitestgehend zu erleichtern. Auf Grund der fehlenden rechtlichen Bestimmungen zur richtigen Verwendung der Österreichischen Flagge wurde von privater Seite die Österreichische Fahnen- und Flaggenordnung entwickelt, die in die Erlässe und Verordnungen der Behörden zur Beflaggung ihrer Dienstgebäude Eingang gefunden hat. Analog dazu regeln auch die jeweiligen Landesregierungen die Beflaggung ihrer Dienstgebäude.

## Beflaggungstage

### Allgemeine Beflaggungstage
- 1. Mai – Tag der Arbeit (Staatsfeiertag)
- 9. Mai – Europatag
- 26. Oktober – Nationalfeiertag

Jedenfalls am 26. Oktober und am 1. Mai ist auch die Bevölkerung aufgerufen, ihre Häuser zu beflaggen. Die Beflaggung erfolgt mit der Nationalflagge (ggf. gemeinsam mit der Landesflagge); am 9. Mai erfolgt die Beflaggung mit der Europaflagge (ggf. gemeinsam mit der Nationalflagge, bzw. der Landesflagge). Weiters ist es in Tirol und teilweise auch in Oberösterreich üblich, an Fronleichnam und an Tagen, an denen Prozessionen stattfinden, die Häuser zu beflaggen.

### Beflaggungstage der Bundesländer
| Bundesland       | Beflaggungstag | Landesfeiertag                              |
| ---------------- | -------------- | ------------------------------------------- |
| Burgenland       | 11. November   | Gedenktag Hl. Martin                        |
| Kärnten          | 19. März       | Gedenktag Hl. Josef                         |
| Kärnten          | 10. Oktober    | Jahrestag der Kärntner Volksabstimmung 1920 |
| Niederösterreich | 15. November   | Gedenktag Hl. Leopold                       |
| Oberösterreich   | 4. Mai         | Gedenktag Hl. Florian                       |
| Oberösterreich   | 15. November   | Gedenktag Hl. Leopold                       |
| Salzburg         | 24. September  | Gedenktag Hl. Rupert                        |
| Steiermark       | 19. März       | Gedenktag Hl. Josef                         |
| Tirol            | 19. März       | Gedenktag Hl. Josef                         |
| Tirol            | 23. April      | Gedenktag Hl. Georg                         |
| Vorarlberg       | 19. März       | Gedenktag Hl. Josef                         |
| Wien             | 15. November   | Gedenktag Hl. Leopold                       |

Die Beflaggung erfolgt mit der jeweiligen Landesflagge (ggf. gemeinsam mit der Nationalflagge).